# Язу (Яломіца)
Язу (рум. Iazu) — село у повіті Яломіца в Румунії. Входить до складу комуни Скинтея.
Село розташоване на відстані 109 км на схід від Бухареста, 19 км на північ від Слобозії, 114 км на північний захід від Констанци, 90 км на південний захід від Галаца.

## Населення
За даними перепису населення 2002 року у селі проживали 1288 осіб, усі — румуни. Усі жителі села рідною мовою назвали румунську.